# Pterolophia schoudeteni
Pterolophia schoudeteni là một loài bọ cánh cứng trong họ Cerambycidae.